# Philip Berrigan
Philip Berrigan, född 5 oktober 1923 i Two Harbors i Minnesota, död 6 december 2002 i Baltimore, Maryland, var en amerikansk fredsaktivist, kristen anarkist och före detta romersk-katolsk präst. Tillsammans med sin bror Daniel Berrigan låg han under en tid på FBI:s Ten Most Wanted List. 
Berrigan deltog i andra världskriget och berördes djupt av våldet och rasismen han såg där. Efter kriget blev han aktiv i medborgarrättsrörelsen i USA och marscherade mot segregation och deltog i bussbojkotter. 
Senare blev Berrigan involverad i motståndet mot Vietnamkriget. Den 17 oktober 1967 hällde han tillsammans med  Baltimore Four ut blod utanför ett värvningskontor. För det dömdes han till 6 års fängelse. År 1968, efter att ha släppts fri mot borgen, brände han tillsammans med en grupp som kommit att kallats Catonsville Nine, inkallelseordrar med hjälp av hemmagjord napalm. Denna gång dömdes han till tre och ett halvt års fängelse.
Den 9 september 1980 var Berrigan med om att utföra en plogbillsaktion tillsammans med gruppen Plowshares Eight. Gruppen gick in på General Electrics kärnvapenanläggning i King of Prussia i Pennsylvania, där de hamrade på noskoner till missiler och hällde blod på dokument. 
Philip Berrigan dog av cancer 79 år gammal i Baltimore.

## Biografi
- Fängelsedagbok av en revolutionär präst (Aldus/Bonnier, 1972, ISBN 91-0-037838-0)
- No More Strangers, Punishment for Peace (ISBN 0-345-22430-2)
- Prison Journals of a Priest Revolutionary (ISBN 0-03-084513-0)
- Punishment for Peace (ISBN 0-345-02430-3)
- Widen the Prison Gates (ISBN 0-671-21638-4)
- Fighting the Lamb'ss War (ISBN 1-56751-101-5)
- The Times' Discipline, som Philip Berrigan skrev med sin fru Elizabeth McAlister.